# Présidence de Félix Faure
Président de la République française
Présidence de Jean Casimir-Perier Présidence d'Émile Loubet
La présidence de Félix Faure en tant que 7e président de la République française dure du 17 janvier 1895 au 16 février 1899. Après avoir servi dans différents ministères, Faure est élu à la présidence où il succède à Casimir-Perier. Membre des républicains modérés, son mandat est marqué par le renforcement de l'alliance franco-russe et par l'expansion coloniale de la France, avec notamment l'expédition de Madagascar mais aussi la crise de Fachoda qui manque de provoquer un conflit armé avec l'Angleterre. Sur le plan intérieur, Félix Faure doit faire face à un climat d'agitation sociale dans le monde ouvrier. Il est également au pouvoir lorsqu'éclate l'affaire Dreyfus, cette dernière contribuant largement à exacerber les sentiments nationalistes et antisémites à travers le pays. Quelques mois plus tard, le président Faure meurt à l'Élysée, dans des circonstances restées célèbres.

## Gouvernements
Un premier gouvernement dirigé par Alexandre Ribot est formé le 26 janvier 1895, avant de chuter le 28 octobre suivant après le refus de Ribot de publier un rapport en lien avec le scandale de Panama. Le 1er novembre, Félix Faure fait appel au radical Léon Bourgeois pour constituer un nouveau gouvernement, cette fois sans la présence des modérés. Toutefois, manquant de soutien au Parlement, Bourgeois remet sa démission le 23 avril 1896. Il est remplacé à la présidence du Conseil par Jules Méline à partir du 29 avril. Ce gouvernement modéré mène une politique favorable au protectionnisme et cherche à atténuer la violence du sentiment anticlérical qui se manifeste alors dans la classe politique française. Le cabinet Méline est dissous le 15 juin 1898, après environ deux ans d'existence. Le 28 du même mois, Henri Brisson forme un nouveau gouvernement qui dure jusqu'au 26 octobre 1898, date à laquelle il est renversé. Le ministère de Charles Dupuy qui lui succède le 1er novembre se maintient jusqu'au 18 février 1899, jour de l'élection d'Émile Loubet à la présidence de la République.